# ジミ・タンネル
ジミ・タンネル（Jimi Tunnell、1958年7月8日 - ）は、テキサス州デントン出身というアメリカのギタリストおよびボーカリストである。ギタリストとして著名だが、彼のキャリアはジャズのトランペット奏者として始まった。
タンネルは、高橋幸宏、ローリー・アンダーソン、ステップス・アヘッド、およびメンバーズ・オンリーと仕事をしてきた。彼のバンド、トライラテラル・コミッション (Trilateral Commission)には、ウェザー・リポートにいたパーカッショニストのホセ・ロッシーが参加している。彼は、同じくウェザー・リポートのベーシスト、アルフォンソ・ジョンソンを含むロドニー・ホームズ・トリオのメンバーでもある。彼は、Origin Recordsがリリースしたアルバム『Time Within Itself』と『Origin Suite』において、フィーチャー・アーティストとなっている。

## ディスコグラフィ

### ソロ・アルバム
- Jimi Tunnell (1985年)
- 『トライラテラル・コミッション』 - Trilateral Commission (1992年)